# Sergiu Duca
Sergiu Duca (n. 3 ianuarie 1936, Dej, județul Cluj – d. 21 martie 2004) este un medic chirurg și profesor de chirurgie român, considerat părintele chirurgiei laparoscopice din România. Are o bogată activitate științifică, cu peste 170 de lucrări publicate în țară și în străinătate. A efectuat primele cercetări experimentale din România privind prelevarea și conservarea grefonului hepatic și a realizat primul transplant hepatic experimental din țară, în 1975. A introdus pentru prima dată în România unele tehnici chirurgicale și a creat el însuși tehnici chirurgicale noi. Pentru activitatea sa a primit numeroase premii și distincții. Este fondator și președinte al Societății Române de Chirurgie Laparoscopică și membru fondator al World Association of Hepato-Pancreato-Biliary Surgery (Lund-Suedia).
Medicina între științe, ca și muzica între arte, este cea mai apropiată sufletului omenesc. (Sergiu Duca)